# Amphophialis concinna
Amphophialis concinna är en svampart som beskrevs av R.F. Castañeda, W.B. Kendr. & Guarro 1998. Amphophialis concinna ingår i släktet Amphophialis, divisionen sporsäcksvampar och riket svampar.   Inga underarter finns listade i Catalogue of Life.